# Nutella

Produktlogo

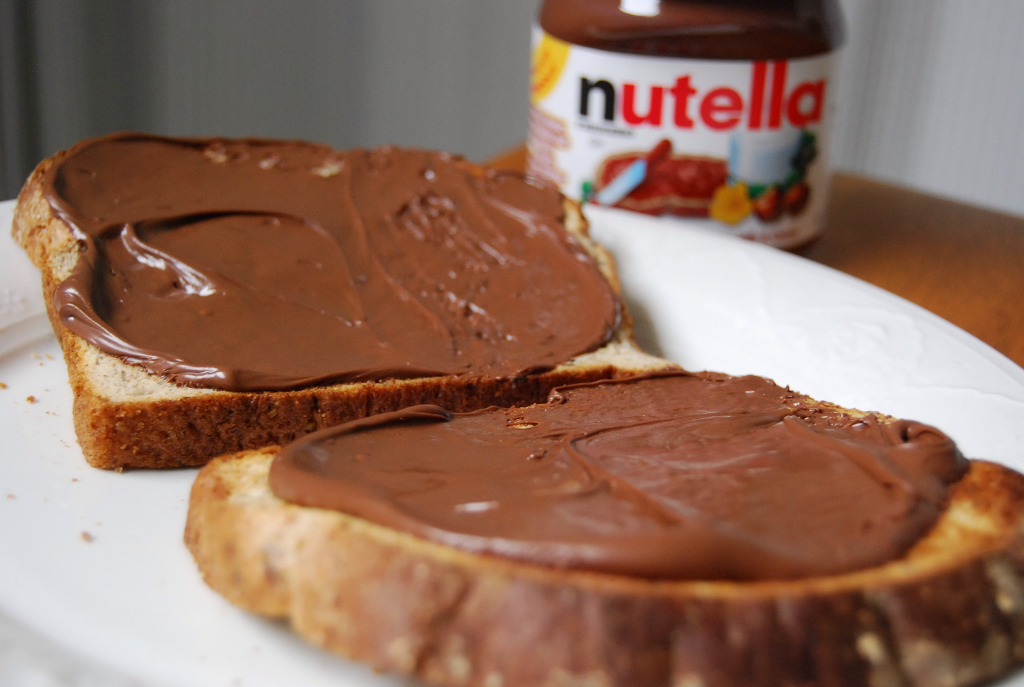
Nutellabrote mit Produktglas

Nutella (Eigenschreibweise: nutella) ist eine Nuss-Nougat-Creme des italienischen Süßwarenherstellers Ferrero. Sie besteht überwiegend aus Zucker mit Zutaten von Palmöl, gerösteten Haselnüssen, Milchpulver, Kakao, Sojalecithin und Vanillin. Nutella ist heute unter anderem in den meisten Ländern Europas, den USA, Kanada, Mexiko, China, Japan, den Philippinen, Türkei, Australien, Südafrika und einigen Ländern Südamerikas und Afrikas erhältlich. In Deutschland gibt es Nutella seit 1965.

## Geschichte

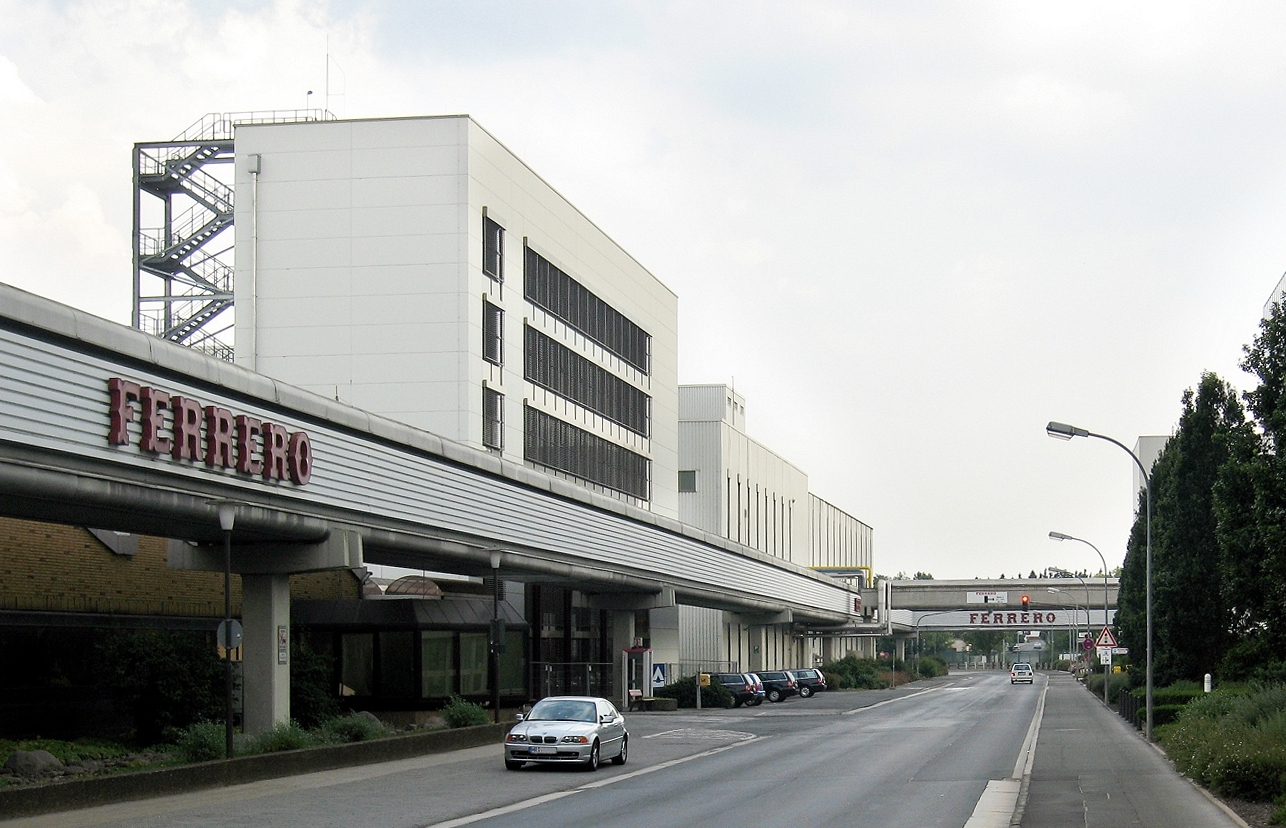
Das Ferrero-Werk in Stadtallendorf

Nach Angaben von Ferrero wurde Nutella 1940 von dem Konditor Pietro Ferrero im Piemont, Italien entwickelt, der den Brotaufstrich zunächst Pasta gianduja nannte. Vorbild war Nougat (gianduia), eine unter anderem zur Herstellung von Pralinen verwendete Masse aus Nüssen, Zucker und Kuvertüre. 1951 veränderte Ferrero die Rezeptur zur Supercrema gianduja. Die Rezeptur von Nutella wurde von dem damaligen Firmenchef Michele Ferrero und dem Lebensmittelchemiker Francesco Rivella (1927–2025) entwickelt. Aufgrund eines italienischen Gesetzes aus dem Jahr 1962, das das Präfix „Super“ in Markennamen verbot, musste der Brotaufstrich 1964 umbenannt werden. Aus Supercrema wurde Nutella, ein Kunstwort aus dem englischen nut (Nuss) und der italienischen weiblichen Verkleinerungsform -ella. Das erste Glas des Aufstrichs unter der Bezeichnung Nutella wurde am 20. April 1964 in Alba produziert. Ab 1965 wurde die Creme auch außerhalb Italiens verkauft. Das Design der Gläser stammt von dem Italiener Lelo Cremonesi.
Nutella wird seit den 1960er Jahren für den deutschen und nordeuropäischen Markt im mittelhessischen Stadtallendorf beim dortigen Ferrero-Werk hergestellt, das zu den größten privaten Arbeitgebern des Landkreises Marburg-Biedenkopf gehört. Es handelte sich hierbei auch um den ersten Ferrero-Produktionsstandort außerhalb Italiens.
Da Nutella der erste Aufstrich dieser Art war und heute eine marktbeherrschende Stellung hat, ist der Name Nutella in der Alltagssprache zum Gattungsnamen (Deonym) für jede Art von Nuss-Nougat-Creme geworden. Dies ist auch ein Grund dafür, dass viele Konkurrenzprodukte ähnlich klingende Namen verwenden – zum Beispiel: Bionella, Nusstella, Nutoka oder Nudossi.
Ferrero verkauft heute jährlich 250.000 Tonnen Nutella in weltweit 75 Ländern. Italiens Post gab zum 50. Geburtstag von Nutella eine eigene Briefmarke heraus.
2015 entschied ein Gericht in Nordfrankreich, dass ein Kind nicht Nutella heißen darf. Das Baby wurde in Ella umbenannt.

## Rezepturen
Der Haselnussgehalt von Nutella liegt mit 13 % oberhalb des Mindestanteils von 10 % gemäß dem deutschen Lebensmittelbuch.
Die Rezeptur ist nicht überall gleich. In Europa wird Nutella nach mindestens zwei  verschiedenen Rezepturen hergestellt. In Deutschland wird eine Rezeptur vertrieben, die mattglänzend und streichfest ist und einen etwas höheren Kakaogehalt hat. Nutella in anderen Ländern (z. B. Frankreich, Spanien, Italien, den Niederlanden, Belgien sowie Teilen der Schweiz) ist glänzender und weicher und nach dem in Südeuropa vorherrschenden Geschmack etwas süßer. Die unterschiedliche Konsistenz von Nutella ist unter anderem auf die unterschiedlichen Essgewohnheiten mit üblichen Brotsorten in den jeweiligen Ländern zurückzuführen.
Je nach Rezeptur liegt der Energiegehalt je 100 Gramm bei 2150 kJ (514 kcal.) oder 2284 kJ (547 kcal.).
Im November 2017 wurde der Anteil an Magermilchpulver von 7,5 % auf 8,7 % erhöht, (woraus sich wiederum eine geringe Erhöhung des Zuckergehalts von 55,9 % auf 56,3 % ergibt) sowie der Fettgehalt leicht gesenkt. Laut Verbraucherzentrale Hamburg stellt die neue Rezeptur eine Qualitätsminderung dar, da der Anteil von Kakao als „wertgebender Inhaltsstoff“ geringer ausfalle. Durch die neue Rezeptur bekam Nutella eine hellere Farbe.
Nutella erfüllt die jüdischen Speisegesetze, erhielt entsprechende Zertifikate (Hechscher) und ist damit koscher, wobei es als milchige Speise gilt. Für aschkenasische Juden ist Nutella jedoch nicht „koscher für Pessach“, da sie während des achttägigen Festes unter anderem keine Nüsse und damit auch keine Nussprodukte essen dürfen.

### Deutschland
Für das in Deutschland erhältliche Produkt wird folgende Zutatenbeschreibung angegeben: „Zucker, Palmöl, Haselnüsse (13 %), Magermilchpulver (8,7 %), fettarmer Kakao (7,4 %), Emulgator Lecithine (Soja), Vanillin“.
Die enthaltenen Allergene werden auf dem Etikett mittels Fettschrift gekennzeichnet.
Die bis ins Jahr 2017 in Deutschland verwendete Rezeptur lautete: „Zucker, pflanzliches Fett, Haselnüsse (13 %), fettarmer Kakao, Magermilchpulver (7,5 %), Emulgatoren Lecithine (Soja), Vanillin“. Es wurde ein Zuckergehalt von 55,9 g bei einer Gesamtkalorienmenge von 533 kcal pro 100 g angegeben.

### Österreich
In Österreich ist die Rezeptur wie folgt: Zucker, Palmöl, Haselnüsse (13 %), fettarmer Kakao (7,4 %), Magermilchpulver (6,6 %), Süßmolkenpulver, Emulgator Sojalecithin, Vanillin.

### Italien
In Italien ist die Rezeptur wie folgt: Zucker, Palmöl, Haselnüsse (13 %), Magermilchpulver (8,7 %), fettarmer Kakao (7,4 %), Emulgatoren: Lecitin (Soja), Vanillin. Glutenfrei.

## Werbung
Mit der Marke Nutella ist Ferrero Sponsor der deutschen, italienischen, französischen und der österreichischen Fußballnationalmannschaft.
Das Marketingkonzept, meist junge, hoffnungsvolle deutsche Nachwuchsspieler in einer humoristisch angehauchten Werbung auftreten zu lassen, wurde im Jahre 2004 ins Leben gerufen. Ferrero selbst nennt diese Werbeschauspieler „Die jungen Wilden“ und markiert die Kampagne mit „Hast Du’s drauf?“ In der deutschen Presse wurde jedoch die Bezeichnung „Nutella Boys“ verwendet.
Die erste Generation der Nutella Boys bestand aus den Fußballprofis Benjamin Lauth, Kevin Kurányi, Arne Friedrich und Andreas Hinkel. Da von diesen vier Fußballspielern nur Arne Friedrich die Nominierung für den WM-Kader 2006 erhielt und auch in den nachfolgenden Nutella-Boys-Generationen viele Spieler die hochgesteckten Erwartungen nicht erfüllen konnten, kursierte in den deutschen Medien die Geschichte vom „Nutella-Fluch“, die beinhaltet, dass nach der Teilnahme an den Werbefilmen die Karriere der teilnehmenden Spieler nicht den erwarteten positiven Verlauf nimmt.
Seit Ende 2011 wird mit dem Claim „Der Morgen macht den Tag“ und der „Nutella-Familie“ geworben, diese besteht aus Vater (gespielt von Sebastian Nakajew), Mutter (bis 2012: Dana Golombek), Sohn, Tochter (Nicole Mercedes Müller) und einem Hund. Laut Nutella-Marketingleiter Dirk Voß sollen sich viele Zuschauer „in den verschiedenen Momenten wieder finden und schmunzeln, wenn sie dabei an die eigene Familie denken.“
2013 fand in Kooperation mit dem Musikmagazin Rolling Stone eine Veranstaltungsreihe unter dem Namen ROLLING STONE Breakfast Club mit nutella statt, bei dem es einen Brunch mit Live-Musik gab. Es fanden drei Veranstaltungen statt, Künstler waren Frank Turner (Berlin), New Found Land (Berlin) und The Burning Hell (Frankfurt).
Darüber hinaus gibt es zusätzliche (meistens zeitlich begrenzte) Werbeaktionen, zum Beispiel spezielle Gläser, Deckel oder Etiketten. Nutella ist auch unter den Ferrero-Produkten, bei denen man bei unregelmäßigen Sammelaktionen Punkte gegen Werbeartikel eintauschen kann.

## Genus – der, die oder das Nutella
Der Artikelgebrauch ist im Deutschen nicht einheitlich. Fast im gesamten deutschen Sprachgebiet ist sowohl „das“ als auch „die“ gebräuchlich. „Der“ findet sich hingegen fast nur im äußersten Westen Deutschlands sowie in Ostbelgien und Luxemburg. In Südtirol kennt man dagegen nur „die“ Nutella.
Einerseits äußert sich der Hersteller Ferrero zur Artikelfrage wie folgt: „nutella ist ein im Markenregister eingetragenes Fantasiewort, das in der Regel ohne Artikel verwendet wird. Es bleibt jedem selbst überlassen, welchen Artikel er vor nutella setzt.“ Andererseits startete Ferrero im Dezember 2014 die Aktion „dein nutella“ in Deutschland, die es Fans erlaubt, personalisierte Etiketten für die nutella-Gläser zu erstellen. Das Possessivpronomen „dein“ schließt die Verwendung des Artikels „die“ in Gebrauch bei „nutella“ aus.
Der Duden der deutschen Rechtschreibung lässt alle drei Artikel zu.

## Verpackung
Nutella kommt in Europa überwiegend im klaren Einwegglas mit Schraubdeckel aus weißem oder klarem Kunststoff in verschiedenen Verpackungsgrößen in den Handel. Das Glas ist mit einer Kunststoff-Alu-Papier-Sandwichfolie sauerstoffdicht versiegelt; nach deren Entfernen dichtet der Deckel über einen lose eingelegten weißen Karton. Das Glas ist im horizontalen Querschnitt oval, die kreisrunde Öffnung gerade so groß, dass ihre Innenkante vorne und hinten plan mit dem Innenoval fluchtet, also Löffel oder Messer keine Stufe vorfinden, wenn hier Creme nach oben streichend herausgezogen wird. In Asien und Amerika findet man anstatt Glas meistens eine klare Kunststoffdose vor. Wird die Creme im Kühlschrank aufbewahrt, wird sie durch den Fettanteil deutlich zäher bis härter.

## Nutellahaltige Produkte
Es gibt darüber hinaus folgende nutellahaltige Produkte:
- Nutella B-Ready: Dieses Produkt wird teilweise auch als Nutella Bready bezeichnet. Dabei handelt es sich um Waffel-Riegel in der Form von Mini-Baguettes gefüllt mit Nutella und kleinen Waffelstücken.
- Nutella & go: Dieses Produkt beinhaltet Nutella und Brotsticks. Nutella fungiert dabei als Dip für die Brotsticks. Es gibt auch Varianten mit Laugensticks oder zusätzlich mit dem Eistee-Getränk Estathé. Die Variante mit Estathé wird teilweise auch als Nutella Snack & Drink bezeichnet.
- Nutella BREAK: Dieses Produkt besteht aus drei dünnen Schichten aus Waffeln mit einer Füllung aus Nutella umgeben von gepufftem Getreide.
- Nutella MiniBrunch: Dieses Produkt ähnelt Nutella Break. Es wird teilweise auch als Ferrero MiniBrunch bezeichnet.
- Nutella Biscuits: Seit 2022 verkauft Ferrero runde Kekse, die mit Nutella gefüllt sind.